# Будге, Людвиг Юлиус
Людвиг Юлиус Будге (нем. Ludwig Julius Budge; 1811—1888) — немецкий анатом и физиолог, автор множества статей в специальных журналах; член Леопольдины.

## Биография
Людвиг Юлиус Будге родился 11 сентября 1811 года в городе Вецларе, где и посещал местную гимназию. В 1828—33 гг. изучал медицину в университетах Марбурга, Вюрцбурга и Берлина; затем, в качестве практического врача, жил сначала в своем родном городе, затем в Альткирхене, близ Кобленца, и в 1842 году переехал в Бонн.
В Боннском университете читал студентам и слушателям лекции по анатомии, физиологии и зоологии. В 1847 году Будге был назначен экстраординарным, а в 1855 году ординарным профессором.
В 1851 году Людвиг Юлиус Будге стал членом Леопольдины.
В 1856 году Л. Ю. Будге был приглашен директором Анатомического института и ординарным профессором анатомии и физиологии в университет Грейфсвальда, где и проработал остаток жизни.
Людвиг Юлиус Будге умер 14 июля 1888 года в городе Грайфсвальде.

### Научная деятельность
Как физиолог и анатом, Будге занимался преимущественно нервной системой.
Он доказал связь между частями головного мозга, с одной стороны, и мочевыми и половыми органами — с другой, и сделал чрезвычайно важное для физиологии нервной системы открытие, что большой симпатический нерв происходит из спинного мозга, тогда как до того времени считали доказанным, будто этот нерв происходит от периферических симпатических узелков. Будге опубликовал это открытие в сочинении, которое было увенчано премиями Французской и Бельгийской академиями наук. Вследствие этого открытия был найден длинный ряд фактов, объяснявших влияние спинного мозга на питание неожиданным до того времени образом и приведших к совершенно новым воззрениям на многие болезненные явления.
Помимо этого, в гистологии Будге открыл неизвестные до него начала протоков, несущих желчь из печени (желчные капилляры).

## Избранная библиография
- «Lehre vom Erbrechen» (Бонн, 1840);
- «Untersuchungen über das Nervensystem» (2 тома, Франкфурт, 1841—42);
- «Allgemeine Pathologie» (Бонн, 1843);
- «Die Bewegung der Iris» (Брауншвейг, 1853);
- «Anleitung zu Präparirübungen» (Бонн, 1866);
- «Handbuch der Physiologie» (8 изд., Лейпциг, 1862);
- «Compendium der Physiologie» (Лейпциг, 1863; 3 изд., 1875);
- «Карманная специальная физиология человека» (Москва, 1853 год; была издана на русском яз. И. Т. Глебовым)[3].